# Ярославский уезд
Ярославский уезд — административно-территориальная единица Русского царства, Российской империи и РСФСР, существовавшая с конца XV века по 1929 год. Административный центр — город Ярославль.

## География
С 1777 года уезд располагался в юго-восточной части Ярославской губернии. На севере уезд граничил с Даниловским уездом, на северо-западе — с Романов-Борисоглебским, на западе — с Угличским, на юге — с Ростовским уездом, а на востоке — с Костромской и Владимирской губернией.
Площадь уезда, без значительных внутренних вод, равна 2 998 квадратных верст (312 480 десятин). Волга делила уезд на две части, из которых большая южная находилась по правую сторону, а северная меньшая — по левую. Южная часть в свою очередь разделялась рекою Которостью на две равные части, восточную и западную.
Самая высокая точка — Благовещенский холм (в 4 км северо-западнее села Ильинское-Урусово).
В 1926 году площадь уезда составляла 5685 км².

## История

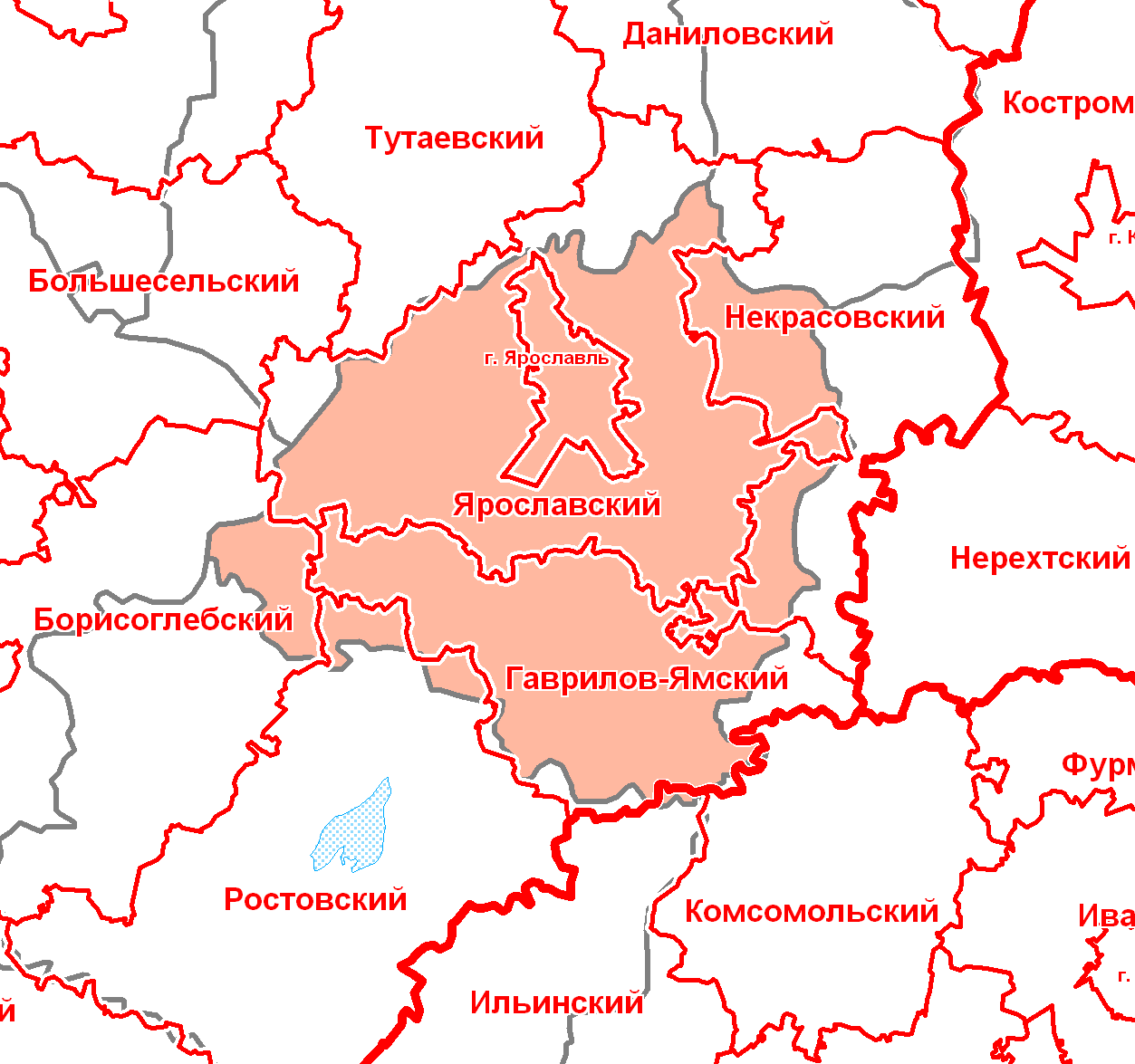
Ярославский уезд в современной сетке районов

Ярославский уезд Замосковного края был образован в конце XV — начале XVI века на землях упразднённого Ярославского княжества и большинства его уделов, ставших волостями этого уезда.
По областной реформе Петра I, осуществлённой в 1708 году, уезд вошёл в состав Санкт-Петербургской губернии. В 1719 году при разделении губерний на провинции уезд включён в Ярославскую провинцию. В 1727-м провинция была передана в состав Московской губернии.
3 августа 1777 года Ярославский уезд был включён в состав Ярославского наместничества, при этом очень значительно были изменены его границы. В 1796 году наместничество преобразовано в Ярославскую губернию.
В ноябре 1923 года к Ярославскому уезду присоединили большую часть бывшего Романово-Борисоглебского уезда, южную часть Даниловского уезда и часть Якимовской волости Угличского уезда.
В 1929 году Ярославский уезд упразднили, его территорию включили в Боровской, Борисоглебский, Гаврилов-Ямский, Тутаевский и Ярославский районы Ярославского округа Ивановской промышленной области.

## Население
По переписи 1897 года в уезде было 208 031 жителей, в том числе в городе Ярославль — 71 616 жителей.
По данным переписи населения 1926 года Ярославский уезд включал 2643 населённых пункта с населением 380 965 человек.

## Административное устройство

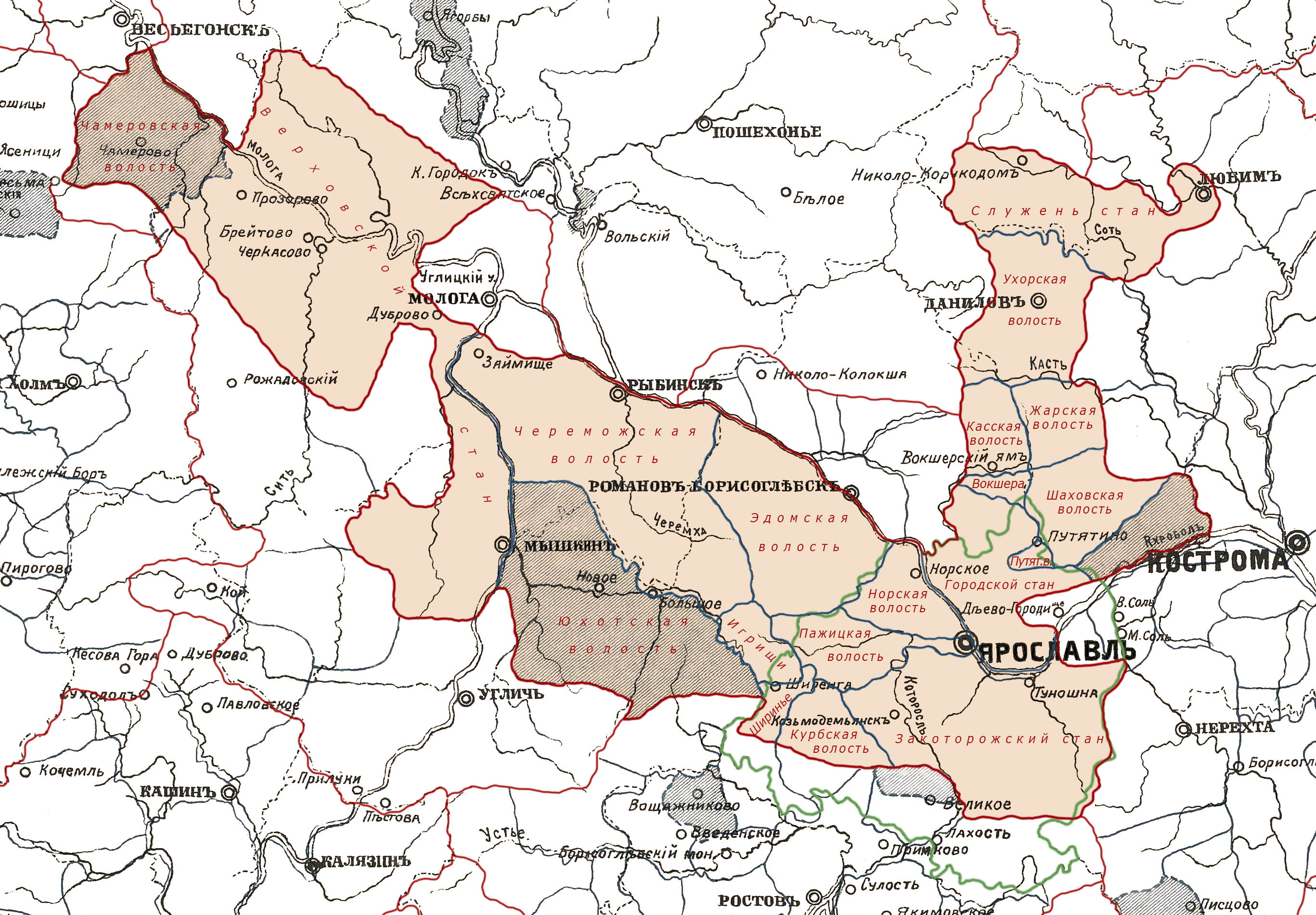
Приблизительные границы уезда и волостей в середине XVII века. Из книги Ю. В. Готье «Замосковный край в XVII веке»

С конца XV века и до 1777 года Ярославский уезд состоял из следующих станов и волостей:
1. Верховской стан — состоял из двух участков: больший в нижнем течении рек Мологи и Сити и меньший по левой стороне Волги по течению её притока реки Сутки. Образован из земель Моложского удела (за исключением посада Молога и Моложского стана, отошедших к Углицкому уделу по духовной Ивана III, из-за чего стан разделился на 2 части), а также Сицкого и Прозоровского уделов.
2. Вокшерская волость (Вокшера) — по реке Вокшерке.
3. Городской стан — по левому берегу Волги напротив Ярославля, от устья реки Ити до Костромского уезда.
4. Жарская волость (Жары) — по правую сторону реки Касти.
5. Закоторожский стан — за рекой Которослью, к югу от Ярославля.
6. Игрицкая волость (Игрищи) — в верховье реки Пахмы.
7. Касская волость — от левого берега верховья реки Касти до верховья реки Ити.
8. Курбская волость — по реке Курбице. Бывший Курбский удел. До начала XVII века волость была дворцовой.
9. Норская волость — земли к северо-западу от Ярославля по правому берегу Волги, название по реке Норе.
10. Пажицкая волость — по реке Пажице.
11. Путятинская волость — небольшая волость с центром в селе Путятине.
12. Служень стан — в верховье реки Соти.
13. Ухорская волость (Ухра) — в верховье реки Ухры и вокруг города Данилова. Бывший Ухорский удел. Волость упомянута в духовной Ивана III.
14. Чамеровская волость — по правому берегу Мологи от устья Кесьмы до устья Себлы с центром в селе Чамерове. До конца XVII века была дворцовой.
15. Череможская волость (Черемха) — по реке Черёмухе. Подразделялась на Болобанов присёлок и Оносовское приселье.
16. Шаховская — к северо-востоку от Ярославля. Бывший удел князей Шаховских.
17. Ширенская волость — к западу от Ярославля, с центром в селе Ширинье. До начала XVII века была дворцовой.
18. Юхотская волость (Юхоть) — по рекам Юхоти и Корме. Бывший удел князей Юхотских. До конца XVII века была дворцовой.
19. Эдомская волость (Едома) — по реке Эдоме.

В 1862 году в Ярославском уезде было 19 волостей:
Бурмакинская, Великосельская, Городищенская, Ильинская, Красносельская, Кузьмодемьянская, Курбская, Медягинская, Никольская, Норская, Плещеевская, Полтевская, Путятинская, Сереновская, Спасская (на Спирляди), Спасская (Ярыжницы), Стогинская, Троицкая, Шопшинская.
В 1883 году — 19 волостей: Бурмакинская, Великосельская, Диевогородищенская, Еремеевская, Ильинская, Козьмодемьяновская, Красносельская, Крестобогородская, Курбская, Никольская, Норская, Осеневская, Сереновская, Спас-Ярыжинская, Ставотинская, Толгобольская, Троицкая, Шопшинская.
В 1890 году в состав уезда входило 18 волостей. Это деление оставалось неизменным до 1918 года.
| № п/п | Волость             | Волостное правление  | Число селений | Население |
| ----- | ------------------- | -------------------- | ------------- | --------- |
| 1     | Бурмакинская        | с. Бурмакино         | 42            | 5059      |
| 2     | Великосельская      | с. Великое           | 51            | 10088     |
| 3     | Диево-Городищенская | с. Диево-Городище    | 79            | 10316     |
| 4     | Еремеевская         | с. Еремеевское       | 39            | 4213      |
| 5     | Ильинская           | с. Ильинское-Урусово | 104           | 9558      |
| 6     | Красносельская      | с. Красное           | 36            | 5034      |
| 7     | Крестобогородская   | с. Крест             | 61            | 6217      |
| 8     | Курбская            | с. Курба             | 136           | 9365      |
| 9     | Никольская          | с. Никольское        | 48            | 5655      |
| 10    | Норская             | с. Норское           | 69            | 5002      |
| 11    | Осеневская          | с. Осенево           | 31            | 4769      |
| 12    | Путятинская         | с. Путятино          | 71            | 7849      |
| 13    | Сереновская         | с. Сереново          | 58            | 6557      |
| 14    | Спасо-Ярыжницкая    | с-цо Щепино          | 61            | 3795      |
| 15    | Ставотинская        | с. Ставотино         | 55            | 8300      |
| 16    | Толгобольская       | с. Толгоболь         | 51            | 5592      |
| 17    | Троицкая            | с. Троицкое          | 38            | 5337      |
| 18    | Шопшинская          | с. Шопша             | 72            | 7020      |

В апреле 1918 года образована Веткинская волость (с центром в посёлке Ветка) и передана Боровская волость из состава Даниловского уезда; в ноябре Сереновскую волость переименовали в Тургеневскую. В марте 1919 передали Давыдковскую волость из Романово-Борисоглебского уезда. В декабре 1921 года Веткинскую волость включили в состав Ярославля.
В ноябре 1923 года деление уезда изменили на 14 укрупнённых волостей:
- Борисоглебская — г. Тутаев (Борисоглебская сторона),
- Боровская — д. Бор,
- Бурмакинская — с. Бурмакино,
- Великосельская — с. Великое,
- Вятская — с. Вятское,
- Гаврилов-Ямская — с. Гаврилов-Ям,
- Давыдковская — с. Давыдково,
- Диево-Городищенская — с. Диево-Городище,
- Ильинская — с. Ильинское,
- Курбская — с. Курба,
- Норская — с. Норское,
- Тверицкая — г. Ярославль (посёлок Тверицы),
- Тутаевская — г. Тутаев (Романовская сторона),
- Ярославская — г. Ярославль (Южная часть), с 1926 года — село Крест.

## Населённые пункты
Крупнейшие населённые пункты по переписи населения 1897 года, жит.:
- г. Ярославль — 71 616
- с. Великое — 4535
- Норская фабрика — 2134
- с. Гаврилов-Ям — 2094
- Норский посад — 1063
- с. Курба — 1034
- с. Норское — 998

## Известные жители
- Петров, Иван Фёдорович (1897—1993) — генерал-лейтенант авиации, первый ректор МФТИ.
- Володин, Павел Семёнович (1901—1941) — советский военный деятель, лётчик, генерал-майор авиации (1940), в начале Великой Отечественной войны возглавлял штаб ВВС РККА.

## Уездные предводители дворянства[12]
| Года правления    | Фамилия, Имя, Отчество             | Должность/Чин                                  |
| ----------------- | ---------------------------------- | ---------------------------------------------- |
| 1778-1779         | Князь Шейдяков Иван                | Гвардии поручик, освобождён по прошению        |
| 1779-1783         | Одинцов Иван Иванович              | Премьер-майор                                  |
| 1784              | Астафьев Владимир Иванович         | Бригадир                                       |
| 1784              | Коковцев Николай Иванович          | Надворный советник                             |
| 1784-1786         | Мустофин Дмитрий Фёдорович         | Инженер-поручик                                |
| 1787-1789         | Коковцев Николай Иванович          | Надворный советник, статский советник (1799)   |
| 1790-1792         | Архаров Сергей Григорьевич         | Поручик                                        |
| 1793-1795         | Тихменев Николай Иванович          | Секунд-майор                                   |
| 1796-1798         | Майков Иван Фёдорович              | Бригадир                                       |
| 1799-1801         | Малышкин Николай Никитич           | Подполковник, коллежский советник.             |
| 1801- март 1809   | Карнович Пётр Степанович           | Коллежский советник (1803), статский советник. |
| 1809-1811         | Карнович Николай Степанович        | Статский советник, († 21 апреля 1811)          |
| 1811-февраль 1812 | Князь Урусов Василий Юрьевич       | Надворный советник                             |
| 1812-1817         | Князь Урусов Дмитрий Юрьевич       | Статский советник                              |
| 1818-1820         | Князь Урусов Александр Юрьевич     | Коллежский советник                            |
| 1821-1825         | Ханыков Владимир Петрович          | Надворный советник                             |
| 1825-1829         | Карнович Николай Николаевич        | Надворный советник                             |
| 1829              | Куломзин Фёдор Семёнович           | Подполковник                                   |
| 1830              | Князь Урусов Семён Никитич         | Действительный статский советник               |
| 1830-1832         | Карнович Ефим Степанович           | Коллежский асессор                             |
| 1833-1840         | Князь Вяземский Василий Николаевич | Майор                                          |
| 1840-1842         | Коковцев Николай Николаевич        | Гвардии полковник                              |
| 1842-1845         | Палицын Константин Васильевич      | Коллежский советник                            |
| 1845-1850         | Мустофин Лев Дмитриевич            | Коллежский асессор                             |
| 1851-1854         | Бем Пётр Александрович             | Надворный советник, камер-юнкер                |
| 1854-1856         | Варенцов Дмитрий Александрович     | Штабс-ротмистр                                 |
| 1857              | Горяинов Николай Александрович     | Штабс-капитан                                  |
| 1857-1859         | Перепёлкин Николай Иванович        | Поручик                                        |
| 1860              | Яковлев Николай Александрович      | Гвардии поручик                                |
| 1860-1862         | Осокин Иван Гаврилович             | Поручик                                        |
| 1863-1865         | Высоцкий Александр Григорьевич     | Штабс-ротмистр                                 |
| 1866-1868         | Яковлев Николай Александрович      | Гвардии штабс-капитан                          |
| 1869-1874         | Быченский Александр Филиппович     | Генерал-майор                                  |
| 1875-1883         | Князь Урусов Владимир Николаевич   | Титулярный советник                            |
| 1884-1889         | Горяинов Василий Николаевич        | Коллежский асессор                             |
| 1890-1898         | Князь Урусов Владимир Николаевич   | Действительный статский советник               |